# 王徵俊
王徵俊（？—1644年），字梦卜，山西阳城縣人，明朝政治人物。

## 生平
王徵俊是天啓五年（1625年）进士。授韩城縣知县。崇祯初年，变民军来犯，王徵俊抵御击退。大计考察时，贬为归德府照磨。巡按御史李日宣向朝廷推荐，给事中吕黄钟请用天下必不可少之人，提及王徵俊，于是改为滕县知县。官至山东右参政，分守宁前，丁忧归乡。崇祯十七年（1644年）二月，李自成军攻克阳城，被俘不屈，下狱。士民都说他的好话，闯军将他释放。回家后向北面再拜，上吊自缢而死。